# Mapun
Mapun (abans Cagayan de Sulu) és una illa de les Filipines. Bona part de la població és de l'ètnia jama mapun, musulmans. Hi viuen unes vint mil persones.
La municipalitat de Cagayan de Sulu (també coneguda com a Cagayan de Tawi-Tawi) fou reanomenda Mapun i és part de la província de Tawi-Tawi dins la Regió Autònoma del Mindanao Musulmà; està formada per l'illa de Cagayan de Sulu i vuit illots (Kinapusan, Pambelikan, Bisu Bintut, Bohan, Manda, Bulisuan, Muligi, and Mambahenan). La municipialitat està dividida en quinze barangays o districtes (Boki, Duhul Batu, Kompang, Lupa Pula, Guppah, Mahalu, Pawan, Sikub, Tabulian, Tanduan, Umus Mataha, Iruk-Iruk, Liyubud, Lubbak Parang i Sapah). La municipalitat té 22.011 habitants (cens del 2000).
L'illa té dos llacs (Ernestine i Singuwag) i una badia volcànica (Jurata Bay, que forma l'extrem sud de la serra de Banga). Prop del centre de l'illa hi ha la muntanya Tabuli'an de 300 metres.
L'illa de Cagayan de Sulu fou visitada per mercaders àrabs al segle xiii. Després del segle xv els habitants jama mapun van dependre dels soldans de Sulu o Jolo. Quan aquest soldanat va esdevenir protectorat espanyol el 1878, l'illa hi estava inclosa.